# French Championships de 1960 - Duplas masculinas
A Roland-Garros de 1960 - Duplas masculina foi entre os dias 17 a 30 de maio de 1960 na capital da França, Paris.
As partidas foram disputadas em quadra de saibro.

## Vencedores
| Categoria        | Vencedores               | Vencedores            | Resultados         | Finalistas                     | Finalistas        |
| ---------------- | ------------------------ | --------------------- | ------------------ | ------------------------------ | ----------------- |
| Duplas masculina | Roy Emerson Neale Fraser | Austrália · Austrália | 6-2, 8-10 7-5, 6-4 | José Luis Arilla Andrés Gimeno | Espanha · Espanha |